# 巴尔特沃梅伊·帕韦乌恰克
巴尔特沃梅伊·帕韦乌恰克（波蘭語：Bartłomiej Pawełczak，1982年6月7日—），波兰男子赛艇运动员。他曾代表波兰参加2008年夏季奥林匹克运动会赛艇比赛，获得男子轻量级四人单桨无舵手银牌。